# Saint-Loup (Marne)
Saint-Loup é uma comuna francesa na região administrativa do Grande Leste, no departamento de Marne. Estende-se por uma área de 6.88 km², e possui 83 habitantes, segundo o censo de 2018, com uma densidade de 12 hab/km².